# 시부야역
시부야역(일본어: 渋谷駅 시부야에키[*])은 일본 도쿄도 시부야구에 있는 철도역이다.

## 이용 가능한 철도 노선
- 동일본 여객철도
  - 야마노테선(JY 20)
  - 사이쿄선(JA 10)
  - 쇼난 신주쿠 라인(JS 19)
- 도쿄 급행 전철
  - 도요코선(TY01)
  - 덴엔토시선(DT01)
- 도쿄 지하철
  -  긴자선(G-01)
  -  한조몬선(Z-01)
  -  후쿠토신선(F-16)
- 게이오 전철
  - 이노카시라선(IN01)

## 역사 개요
역 주건물은 도큐 백화점이 차지하고 있다. 도쿄 메트로 긴자선은 원래 도큐 게이레쓰 사에 의해 건설되고 운영되었는데, 3층에 있는 플랫폼을 사용한다. JR선과 도큐 도요코 선은 도큐 도요코 선이 지하로 이전하기 전인 2013년 3월까지 2층에 나란히 있었다. 도쿄 메트로 한조몬 선과 도큐 덴엔토시 선은 지하의 같은 플랫폼을 공용하고, 게이오 이노카시라 선은 주 역의 서쪽 시부야 마크 시티의 2층 플랫폼을 사용한다. 도쿄 메트로 후쿠토신 선은 도요코 선 역 동쪽의 메이지 가 지하 5층에 위치하고 있다. 도요코선은 후쿠토신 선과 직결 운행을 하기 위해 2013년 3월 16일부터 연결되고 있다.
주 건물인 JR/도큐/도쿄 메트로 역으로부터의 출구는 6개다. 서쪽에 있는 하치코구치(ハチ公口)는 하치고 견공(犬) 동상으로 이름 지어지고 시부야의 유명한 X자 횡단보도에 가까이 있는데, 만남장소로 매우 유명하다. 타마가와구치(玉川口)는 게이오 이노카시라 선 역사의 서쪽에 위치한다.
2008년 11월 17일 타로 오카모토의 벽화, "내일의 미신"은 원자폭탄을 맞은 사람 형상을 묘사하고 있는데, 게이오 이노카시라 선 입구로 연결되는 통로에 있는 역의 고정적인 위치에서 베일이 벗겨졌다.

### 동일본 여객철도
| 1 | 야마노테 선         | 외선 순환 | 신주쿠 · 이케부쿠로 방면                     |
| 2 | 야마노테 선         | 내선 순환 | 시나가와 · 도쿄 · 우에노 방면                |
| 3 | 사이쿄 선           | 북쪽      | 신주쿠 · 이케부쿠로 · 아카바네 · 오미야 방면 |
| 3 | 쇼난 신주쿠 라인    | 북쪽      | 오미야 · 우쓰노미야 · 다카사키 방면          |
| 3 | ■ 나리타 익스프레스 | -         | 신주쿠 방면                                  |
| 4 | 사이쿄 선           | 남쪽      | 에비스 · 오사키 · 신키바 · 에비나 방면       |
| 4 | 쇼난 신주쿠 라인    | 남쪽      | 요코하마 · 오후나 · 오다와라 · 즈시 방면     |
| 4 | ■ 나리타 익스프레스 | -         | 나리타 공항 방면                             |

### 도쿄 급행 전철 (덴엔토시선)・도쿄 지하철 (한조몬선) - 상호 직결 운행
- 현재, 도쿄 급행 전철 관할

| 1     |  | 덴엔토시 선 | 후타코타마가와 · 나가쓰타 · 주오린칸 방면                                                                         | 일부 시발 열차는, 한조몬 선 승강장 2번 선에서 발차  |
| 2     |  | 한조몬 선   | 오테마치 · 오시아게 (도쿄 스카이트리 앞) · 도부 이세사키 선 도부 동물공원·구키 · 도부 닛코 선 미나미쿠리하시 방면 |                                                     |
| 3 · 4 |  | 도요코 선   | 나카메구로 · 지유가오카 · 요코하마 · 요코하마 고속 철도 미나토미라이 선 모토마치 · 쥬카가이 방면                  | 일부 시발 열차는, 후쿠토신 선 승강장 5번선부터 발차 |
| 5 · 6 |  | 후쿠토신 선 | 이케부쿠로 · 와코시 · 도부 도조 선 신린코엔 · 세이부 선 한노 방면                                                 |                                                     |

### 도쿄 지하철 (긴자선)
| 1 | 긴자 선 | 하차 승강장                                    |
| 2 | 긴자 선 | 아카사카미쓰케 · 긴자 · 우에노 · 아사쿠사 방면 |

### 게이오 전철
|       | 이노카시라 선 | 1번 선은 하차 승강장                                                |
| 1 · 2 | 이노카시라 선 | 시모키타자와 · 메이다이마에 · 에이후쿠초 · 구가야마 · 기치조지 방면 |

- 1번 타는 곳은 하차전용(승차전용 타는 곳에서도 하차가능).

## 역명판 갤러리

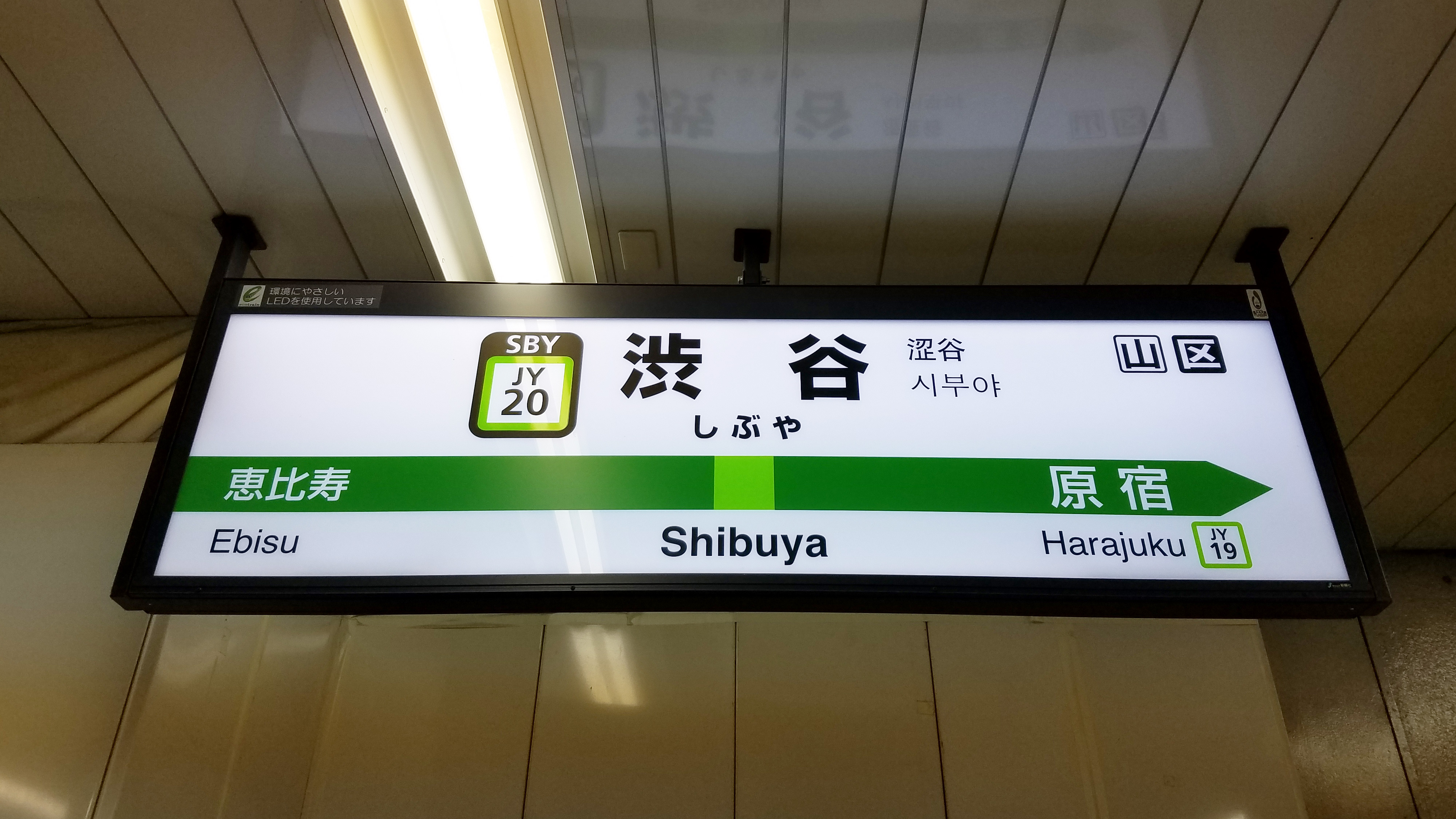
야마노테선
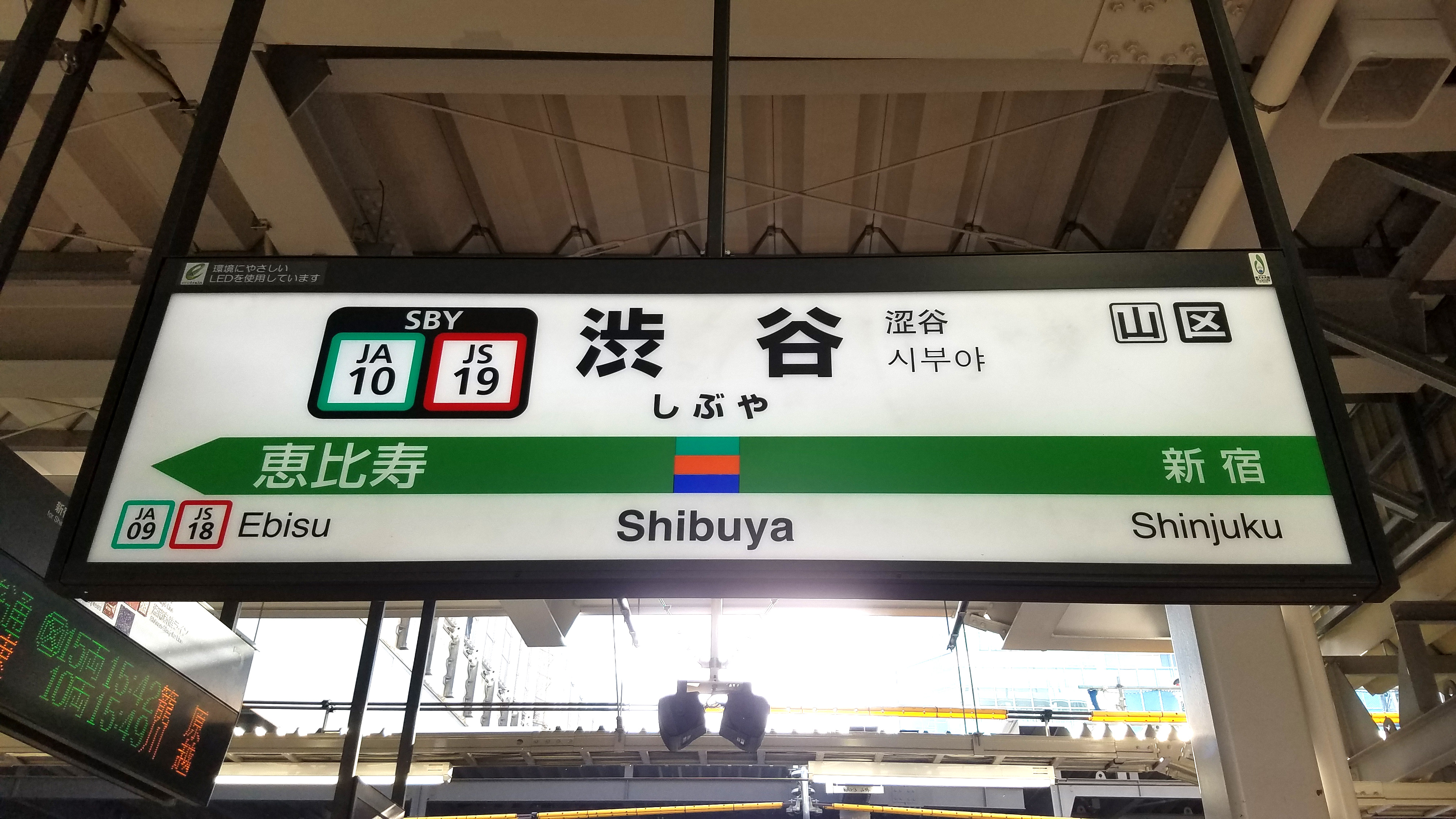
사이쿄선, 쇼난신주쿠라인
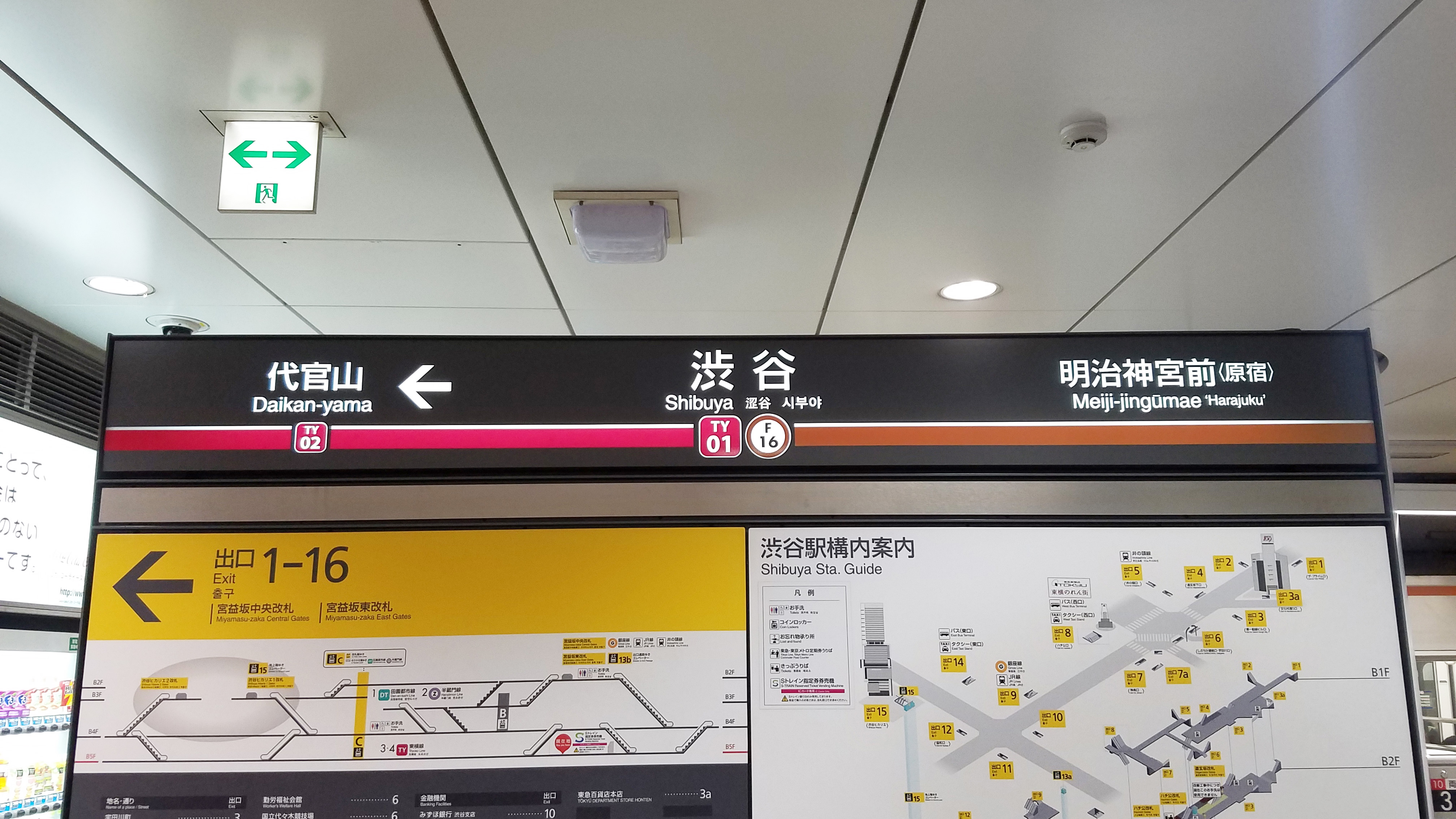
도요코선(2017년 8월 27일)
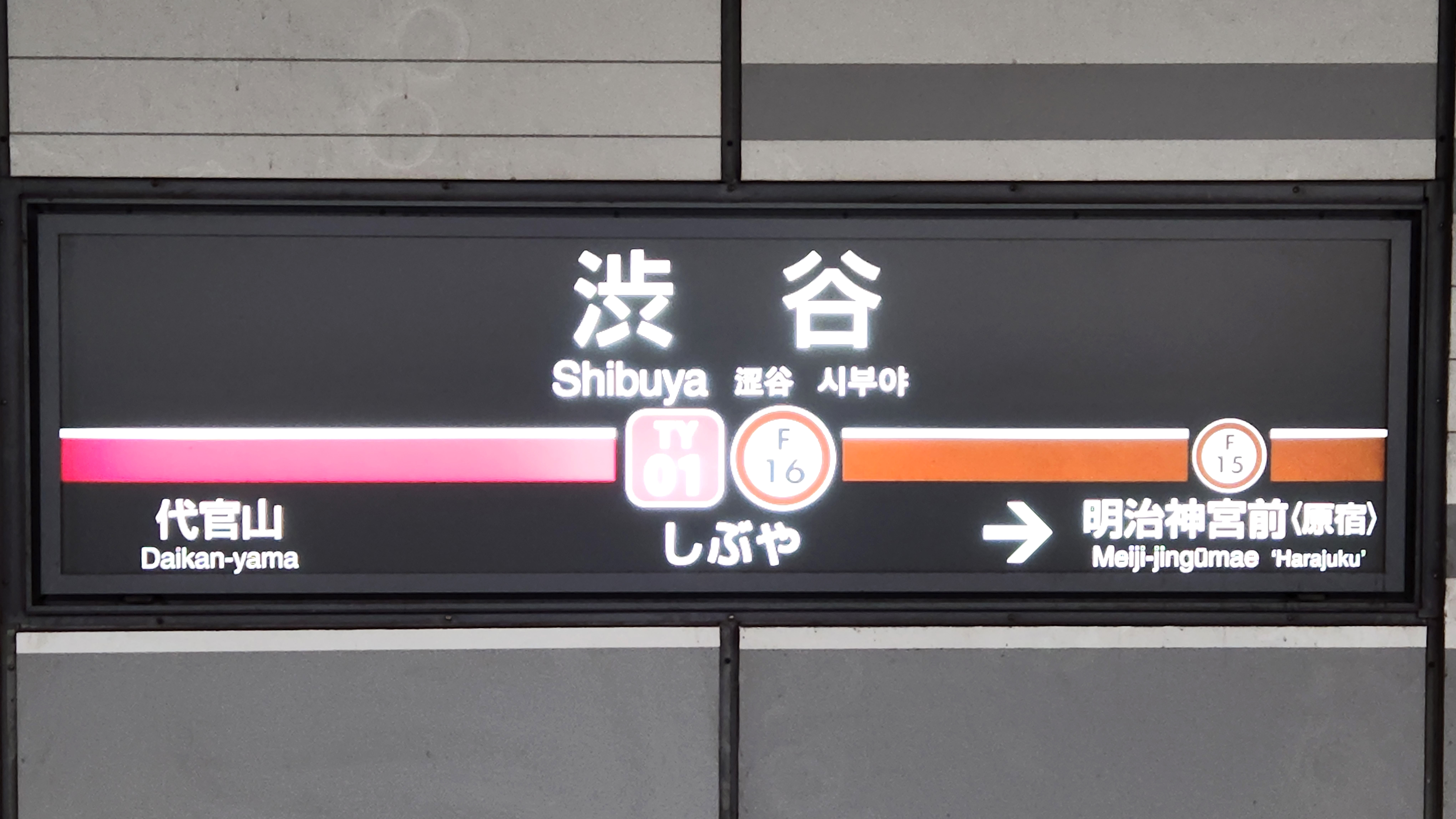
도요코선(2023년 4월 18일)
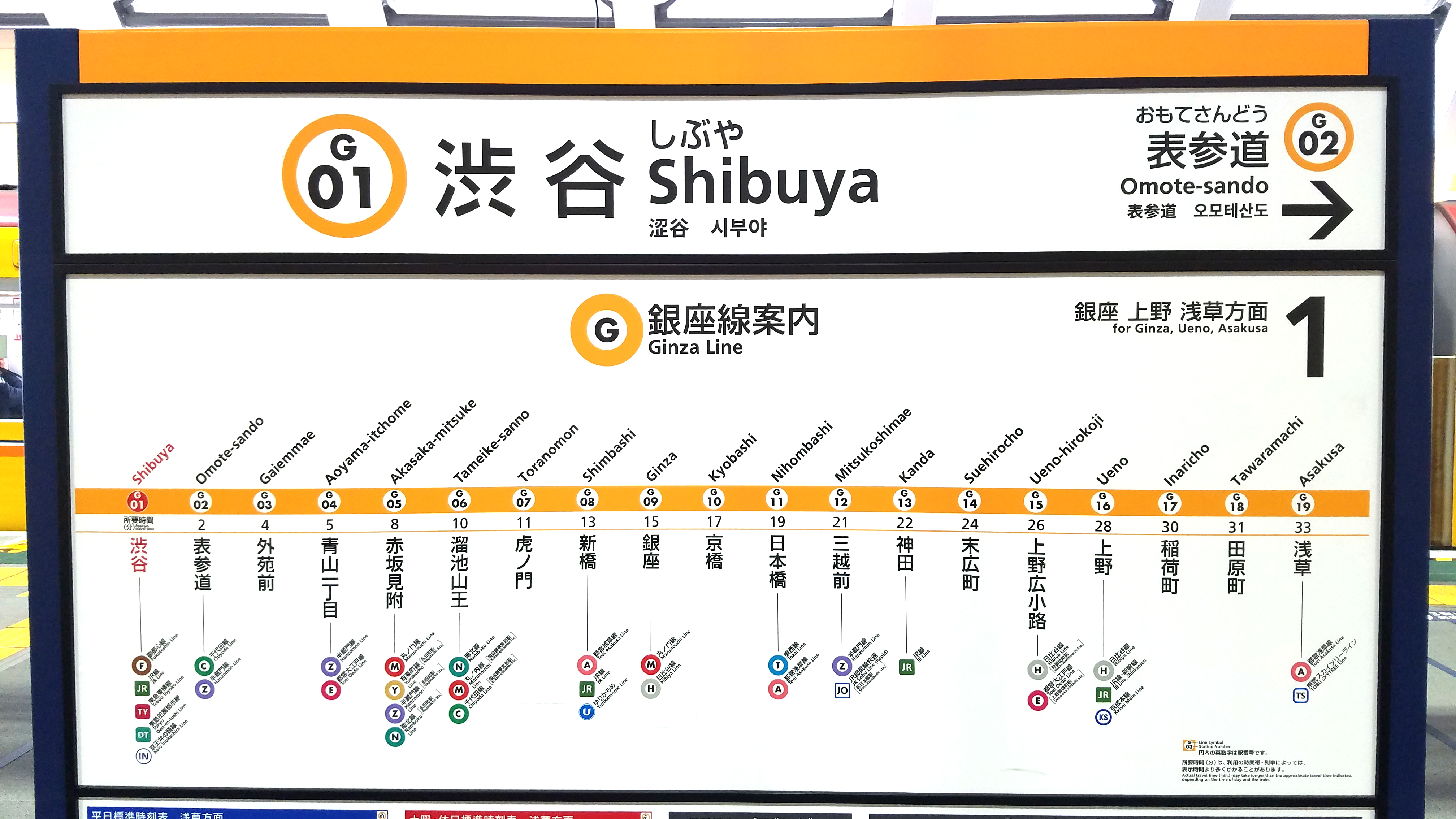
긴자선

## 역세권 정보

### 쇼핑
- 시부야 스크램블 스퀘어
- 토큐 백화점
- 109
- 세이부 백화점
- 시부야 마크 시티
- Q-FRONT
- 시부야 히카리에
- 빅 카메라

### 콘서트홀
- 시부야 공회당
- NHK홀
- 시부야-AX

### 호텔
- 시부야 토큐 인
- 시부야 엑셀호텔 토큐
- CERULEAN TOWER TOKYU HOTEL

### 대학교
- 고쿠가쿠인 대학
- 아오야마 가쿠인 대학

### 기타
- NHK 방송 센터
- 시부야구청
- 스크램블 교차로
- 하치코 동상

## 역사

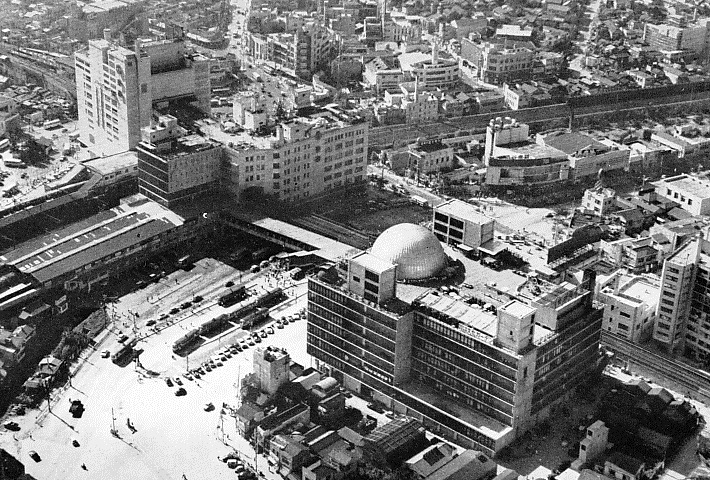
1960년대 시부야 역 주변

시부야 역은 처음에 1885년 3월 1일 지금의 야마노테 선의 선구자인 시나가와 선의 역으로 개업하였다. 역은 후에 타마가와 철도(1907년, 1969년 폐쇄), 도요코 선(1927), 데이토 시부야 선(1933년 8월 1일, 현재 이노카시라 선), 도쿄 급행 전철(1938년, 1939년에 긴자 선과 직결운행 시작, 1941년에 합병), 덴엔토시 선(1977), 한조몬 선(1978), 후쿠토신 선(2008)을 수용하기 위해 확장되어 왔다. 1925년과 1935년 사이에, 아키타견 하치코는 그의 고인이 된 주인을 기다렸고 역에 바로 나타났다. 1946년에 유명하지 않은 시부야 사고라는 수백명이 말려든 갱의 사움이 역 앞에서 발생하였다.
2008년 12월과 2009년 3월 사이에 압전 메트가 작은 규모의 테스트로써 시부야 역에 설치되었다.
2013년 2월 22일, 게이오 선에 대한 역 번호가 도입되었고, 시부야 역의 번호는 IN01이 되었다.

### 구 도쿄 급행 전철 (도요코 선)
| 1・2 | ■도요코 선        | 나카메구로・지유가오카・무사시코스기・요코하마・미나토 미라이 선 직결 모토마치・중화가 방면 |
|      | 2・3번은 하차전용 |                                                                                             |
| 3・4 | ■도요코 선        | 나카메구로・지유가오카・무사시코스기・요코하마・미나토 미라이 선 직결 모토마치・중화가 방면 |
|      | 4번은 하차전용    |                                                                                             |

- 1번만 승차가능

## 승객 통계
2012년 통계에서 JR 동일본 역은 일일당 412,009명의 승객이 이용했으며(탑승 승객만), 게이오 역은 매일 평균적으로 335,475명의 승객이 이용하였다.
이전 년도의 운영사 별 이용객 추이는 아래와 같다.
| 년도 | JR 동일본 | 도큐 | 도쿄 메트로 | 게이오  |
| ---- | --------- | ---- | ----------- | ------- |
| 1999 | 423,336   |      |             | 323,180 |
| 2000 | 428,165   |      |             |         |
| 2005 | 423,884   |      |             |         |
| 2010 | 403,277   |      |             | 336,926 |
| 2011 | 402,766   |      | 217,117     | 335,475 |
| 2012 | 412,009   |      | 226,644     | 344,972 |
| 2013 | 378,539   |      | 212,136     | 336,957 |

- 주의 : JR 동일본 통계는 탑승인원만 반영

## 역 주변
시부야역 주변은 도쿄의 대표적인 도심 중 하나다. 도쿄 백화점은 시부야 역의 동쪽 게이트와 연결되어있으며, 그 외 다른 백화점도 도보로 통행가능한 거리에 있다.

## 인접한 역
| 동일본 여객철도 야마노테 선                     | 동일본 여객철도 야마노테 선                  | 동일본 여객철도 야마노테 선             |
| ----------------------------------------------- | -------------------------------------------- | --------------------------------------- |
| JY 21 에비스 내선 순환                          | 야마노테 선                                  | 하라주쿠 JY 19 외선 순환                |
| JA 09 에비스 신키바 · 에비나 방면               | 사이쿄 선                                    | 신주쿠 JA 11 가와고에 방면              |
| JS 17 오사키 오다와라 방면                      | 쇼난 신주쿠 라인 특별쾌속                    | 신주쿠 JS 20 다카사키 방면              |
| JS 18 에비스 즈시 · 오다와라 방면               | 쇼난 신주쿠 라인 보통 · 쾌속                 | 신주쿠 JS 20 우쓰노미야 · 다카사키 방면 |
| 도쿄 메트로 3호선                               |                                              |                                         |
| 시·종착역                                       | 긴자 선                                      | 오모테산도 G-02 아사쿠사 방면           |
| 도쿄 메트로 11호선 · 도쿄 급행 전철 덴엔토시 선 |                                              |                                         |
| Z-02 오모테산도 구키 · 미나미쿠리하시 방면      | 한조몬 선 · 덴엔토시 선 급행                 | 산겐자야 DT 03 주오린칸 방면            |
| Z-02 오모테산도 구키 · 미나미쿠리하시 방면      | 한조몬 선 · 덴엔토시 선 각역정차 · 준급      | 이케지리오하시 DT 02 주오린칸 방면      |
| 도쿄 메트로 13호선 · 도쿄 급행 전철 도요코 선   |                                              |                                         |
| F13 신주쿠 3초메 와코시 방면                    | 후쿠토신 선 도요코 선 특급 · 통근특급 · 급행 | 나카메구로 TY 03 요코하마 방면          |
| F15 메이지 진구마에 와코시 방면                 | 후쿠토신 선 도요코 선 각역정차               | 다이칸야마 TY 02 요코하마 방면          |
| 게이오 전철 이노카시라 선                       |                                              |                                         |
| 시·종착역                                       | 게이오 이노카시라 선 급행                    | 시모키타자와1 기치조지 방면             |
| 시·종착역                                       | 게이오 이노카시라 선 각역정차                | 신센 기치조지 방면                      |
| 1. 도쿄 대학 입학시험일에는 고마바 동대앞 정차  |                                              |                                         |